# La Jeunesse de Rocambole
Pour les articles homonymes, voir Rocambole.
Pour plus de détails, voir Fiche technique et Distribution.
La Jeunesse de Rocambole (ou Rocambole) est un film muet français réalisé par Georges Denola, tourné en 1913 et sorti en 1914, qui met en scène le héros de Ponson du Terrail.
Il s'agit du premier épisode d'une série de trois films, tournés simultanément par Georges Denola avec les mêmes acteurs. Le second épisode — Les Exploits de Rocambole (ou Le Nouveau Rocambole) — est sorti le 15 mai 1914 et le troisième — Rocambole et l'Héritage du marquis de Morfontaine — le 24 juillet 1914.

## Fiche technique
- Titre : La Jeunesse de Rocambole
- Titre alternatif : Rocambole
- Réalisation : Georges Denola
- Scénario : d'après l'œuvre de Pierre Alexis de Ponson du Terrail
- Photographie :
- Montage :
- Producteur :
- Société de production : Société cinématographique des auteurs et gens de lettres (S.C.A.G.L)
- Société de distribution :  Pathé Consortium Cinéma
- Pays d'origine :  France
- Langue : film muet avec les intertitres en français
- Format : Noir et blanc — 35 mm — 1,33:1 — Muet
- Métrage : 1 550 mètres
- Genre : Film d'aventure, Film policier
- Durée : 52 minutes
- Numéro de catalogue Pathé : 6612
- Dates de sortie :
  -  France : 20 mars 1914

## Distribution
- Gaston Silvestre : Rocambole
- Paul Escoffier : Andrea de Kergaz
- Jean Hervé : Armand de Kergaz
- Émile Mylo : le marinier
- Louis Blanche : le domestique écossais
- Georges Dorival : le marquis de Morfontaine
- Georges Tréville : le baron de Passcroix
- Madeleine Céliat : Baccarat
- Jean Ayme :
- Andrée Pascal : Mme Armand de Kergaz
- Delphine Renot : la femme du marinier
- Herman Grégoire : le vieux domestique
- Cécile Guyon : Diane
- Pépa Bonafé :
- Christian Argentin
- Terral